# Alpine (race caprine)
Pour les articles homonymes, voir Alpine.
La chèvre alpine est une race caprine originaire des Alpes. Elle est de taille moyenne et se caractérise par une robe chamoisée, la plus répandue. Cette race est une excellente laitière qui s'est imposée dans les élevages de type intensif auprès de la Saanen. Elle partage avec cette dernière un schéma de sélection important, dans lequel l'insémination artificielle occupe une place déterminante. C'est la première race caprine française quant aux effectifs, avec 140 000 chèvres au contrôle laitier.

## Origine
André Sanson cite la chèvre dite « chamoisée des Alpes » en tant que variété de ce qu'il appelait la « race caprine européenne », dénomination reprise par Diffloth en 1911. Selon Sanson, le berceau de cette race européenne serait le massif alpin où l'espèce aurait valorisé ses aptitudes à utiliser les pâturages escarpés, inaccessibles au mouton. Diffloth, en 1911, cite la Suisse comme un pays où l'élevage caprin est « pratiqué avec sollicitude » et où il fait l'objet d'une « sélection dirigée sur la conformation et les aptitudes laitières. » La Suisse apparaît donc comme étant un berceau d'élevage de différentes variétés : la Blanche de Gessenay ou de Saanen et la Chamoisée des Alpes, principalement, dont les aptitudes laitières sont les plus développées, ainsi que la Chèvre du Toggenbourg, auxquelles s'ajoute la Chèvre à col noir du Valais qualifiée par Diffloth de « chèvre des hautes montagnes, remarquable par sa rusticité. »
À partir des années 1910 et 1920, les qualités laitières de la chamoisée des Alpes la font remarquer par les éleveurs de la France entière, qui commencent à l'intégrer dans leur troupeau. La race est officialisée en 1930 par la création de son livre généalogique sous l'appellation de race Alpine chamoisée. Son expansion s'accélère à partir de la Seconde Guerre mondiale et elle conquiert petit à petit le centre-ouest de la France, les efforts de sélection lui permettant d'accroître régulièrement son niveau de production. Avec 55 % du cheptel caprin, c'est la race de chèvre la plus répandue en France.

## Robe et morphologie

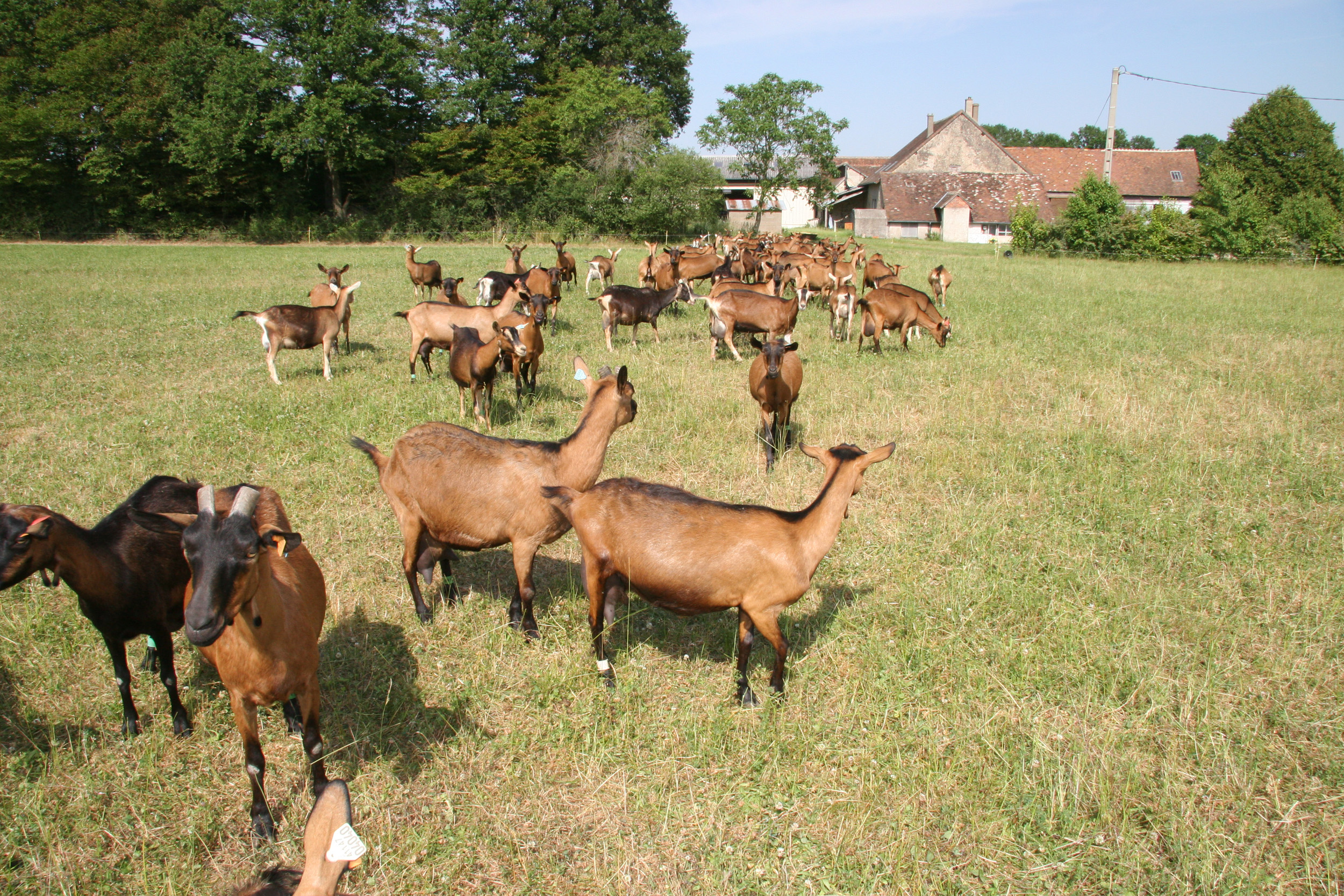
Chèvres alpines chamoisées au pâturage

La robe existe sous différents patrons de couleur : la robe chamoisée est la plus répandue parce que fixée tout particulièrement dans les troupeaux de la base de sélection, elle est relativement homogène, fauve avec des extrémités et une ligne dorsale noires.  Mais au sein de la population prise dans son ensemble les patrons de robe peuvent être très variés, blanc pur ou pie avec une panachure plus ou moins étendue et une pigmentation dans les brun, fauve, gris, noir ou roux. Le format est moyen. La femelle pèse entre 50 et 80 kg et le mâle entre 80 et 100 kg. Ses proportions sont celles d'un animal laitier : très longilignes, avec des membres secs, une poitrine haute, un bassin large et peu incliné. Les mamelles sont volumineuses et bien attachées. Les trayons sont bien adaptés à la traite manuelle comme mécanique. Ils sont dirigés vers l'avant et sensiblement parallèles.

## Aptitudes
L'alpine a d'excellentes aptitudes laitières. Elle produit en moyenne 780 litres de lait par lactation, mais les meilleures dépassent souvent 1000 litres par lactation. Elle présente également de bons taux, avec un taux protéique de 32,4 g/kg et un taux butyreux de 37,3 g/kg. Elle supporte les écarts de température des alpages et ses onglons durs lui permettent d'être adaptée aux sols bétonnés des élevages intensifs comme aux cailloux des chemins de montagne.

## Élevage
L'alpine s'est imposée dans les systèmes intensifs de production de lait de chèvre. Elle passe le plus clair de son temps en bâtiments, nourris avec une ration dans laquelle les aliments concentrés prennent une part importante. Elle est très bien adaptée à ce type de conduite, et valorise cette ration par une production laitière très importante. Dans sa région d'origine elle continue toutefois à être élevée de manière plus extensive, et à valoriser les parcours dans les estives.

## Diffusion

### En France
La race alpine a connu un grand succès grâce à sa forte production et est répandue dans la France entière. Ainsi, on trouve des effectifs importants de chèvres alpines dans la vallée de la Loire et de ses affluents, dans celles de la Saône et du Rhône et en Poitou-Charentes. Un troupeau important est toujours présent en Savoie, le berceau de la race. C'est la première race française quant aux effectifs, et 55 % des femelles inscrites au contrôle laitier sont des alpines.

#### Sélection en France

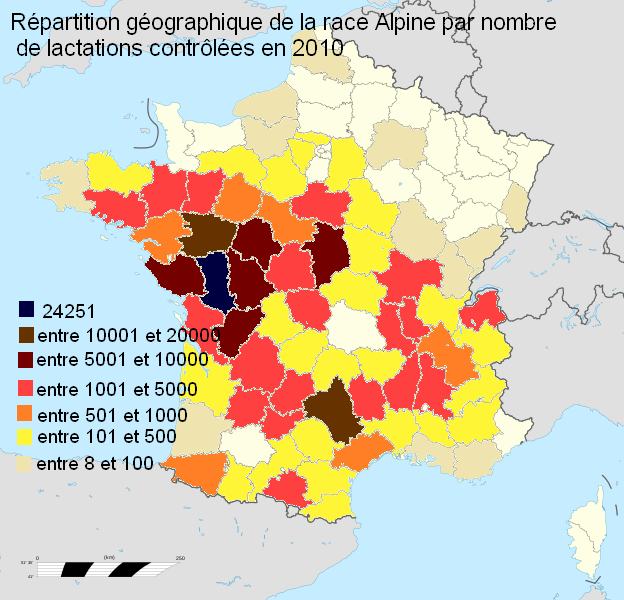
Répartition de la race Alpine en nombre de lactations contrôlées par département

C'est Caprigene France qui gère le schéma de sélection de la race, conjointement avec la race Saanen, autre race très répandue dans le pays. Ce programme de sélection commun regroupe 1 000 éleveurs et 140 000 chèvres inscrites au contrôle laitier. Son objectif est d'améliorer encore la production laitière, en volume mais également en qualité à travers les taux et la teneur en caséine alpha s1, qui a un rôle majeur dans la transformation fromagère du lait et influe donc sur le rendement de celle-ci. La facilité de traite et le débit de celle-ci sont également recherchés. La sélection vise aussi à maintenir les qualités d'élevage de ces races que sont leur fertilité, leur prolificité, leur rusticité et leur précocité. La morphologie des animaux est aussi prise en compte.
À partir des performances enregistrées sur les animaux, mais aussi sur leurs parents, des index sont calculés par l'INRA selon la méthode du BLUP. Ces index vont permettre aux éleveurs de choisir au mieux leurs animaux reproducteurs. Pour atteindre un niveau de précision supérieur pour les boucs qui seront utilisés à grande échelle, on enregistre aussi les performances de leur descendance. Ainsi, chaque année 100 boucs, choisis selon les performances de leurs parents, sont soumis au testage sur descendance. C'est-à-dire que leur semence est prélevée et que des inséminations artificielles sont réalisées de manière à obtenir 30 à 50 filles par bouc. Les boucs sont indexés sur les performances contrôlées de leurs filles. Les meilleurs d'entre eux, une quarantaine généralement, sont agréés et peuvent être utilisés à grande échelle par insémination artificielle. Tout cela se fait grâce à la collaboration de la coopérative d'insémination artificielle spécialisée pour les chèvres, Capri-IA. L'insémination artificielle est d'ailleurs très utilisée en chèvre, avec 60 000 inséminations réalisées par an, soit 40 % des chèvres du schéma de sélection.